# Dwanaście krzeseł (film 1970)
Dwanaście krzeseł – amerykański film komediowy z 1970 roku w reżyserii Mela Brooksa na podstawie powieści pod tym samym tytułem. W rolach głównych wystąpili Frank Langella, Dom DeLuise oraz Ron Moody.